# Cosmic Egg
Cosmic Egg è il secondo album prodotto della rock band australiana Wolfmother, pubblicato il 13 ottobre 2009.

## Tracce

### Edizione Standard
1. California Queen - 3:54
2. New Moon Rising - 3:45
3. White Feather - 3:04
4. Sundial - 3:47
5. In The Morning - 5:39
6. 10,000 Feet - 4:08
7. Cosmic Egg - 4:04
8. Far Away - 4:00
9. Pilgrim - 4:50
10. In the Castle - 5:42
11. Phoenix - 4:45
12. Violence of the Sun - 6:02

### Edizione Deluxe
1. California Queen - 3:54
2. New Moon Rising - 3:45
3. White Feather - 3:04
4. Sundial - 3:47
5. In The Morning - 5:39
6. 10,000 Feet - 4:08
7. Cosmic Egg - 4:04
8. Far Away - 4:00
9. Cosmonaut - 4:48
10. Pilgrim - 4:50
11. Eyes Open - 5:11
12. Back Round - 3:56
13. In the Castle - 5:42
14. Caroline - 4:30
15. Phoenix - 4:45
16. Violence of the Sun - 6:02

## Formazione
Wolfmother
- Andrew Stockdale - voce, chitarra, basso in Back Round
- Ian Peres - basso, tastiere
- Aidan Nemeth - chitarra ritmica
- Dave Atkins - batteria, archi in 10,000 Feet

Altri musicisti
- Kenny Segal - archi in 10,000 Feet
- Ben Tolliday - basso

## Curiosità
- La canzone Pilgrim è stata ispirata da Everything's Going On dei Dead Meadow.